# Литт, Теодор
Теодор, Литт (27 декабря 1880 года, Дюссельдорф — 16 июля 1962 года, Бонн) — немецкий философ и педагог, один из основоположников «педагогики культуры», профессор и ректор Лейпцигского университета. Оказал значительное влияние на формирование официальной доктрины воспитания в ФРГ, а также на социально-критическую педагогику и педагогическую антропологию.

## Биография
Отец — Фердинанд Литт (1848-1918) школьный учитель из Михельштадта. Мать — Мария (1855-1928). Теодор Литт изучал классическую филологию, историю и философию в Бонне и Берлине. 
В 1904 году получил докторскую степень по философии в университете Бонна. Название работы — «De Verrii Flacci и Cornelii Labernis Fastorum librio».
После окончания университета (в 1904 г.) до 1918 г. работал старшим преподавателем в средних школах Бонна и Кёльна. 
В 1918-1920 годах — внештатный доцент кафедры педагогики в Боннском университете. 
1920-1937 — профессор философии и педагогики на филологическом и историческом факультете Лейпцигского университета.  
1926-1927 — декан филологического и исторического факультета Лейпцигского университета.  
В 1931-1932 годах занимал должность ректора университета. Теодор Литт занимал антинацистскую позицию, в 1934 были перерывы в лекциях, а сам университет Лейпцига был временно закрыт.  
В 1936 году он вернулся из Вены, где читал лекции, а нацистские власти наложили запрет на его лекции. Под давлением обстоятельств Литт вынужден был досрочно уйти в отставку, как и множество его известных коллег, которые либо уехали за границу, либо ушли во «внутреннюю эмиграцию». 
1945-1947 — профессор философии и педагогики филологического и исторического факультета Лейпцигского университета.
1947-1952 — профессор философии и педагогики в Боннском университете. 

## Научная деятельность
Философия Литта — философия жизни и культуры, следующая за Дильтеем, Георгом Зиммелем, Риккертом и Кассирером. Литературное открытие мира Гуссерлем побудило его, наряду с обоснованностью неокантианства, искать методологическую основу педагогики. В отличие от этого, однако, он стремился к диалектической позиции, которая идет от взгляда на методически контролирующее «понимание» (Mensch und Welt, 1948, * 1961). Литт находит диалектику как «самостоятельную классификацию ума и языка». На высшем уровне отражения в самопознании ума (по Гегелю) индивидуальная особенность человека перемещается в центр исторического и нормативного отражения. На основе кантианской критики разума, а также критики исторического разума также работали Дильтей и Риккерт.
Связь современного труда и образования, технического и общего образования с работой Литта дополняет его раннюю культурную педагогику и пересматривает классический образовательный идеал. Эта переориентация философски подготовлена его антропологией и философией науки (Mensch und Welt, 1948, 1901, Denken und Sein, 1948). В технологичеством, индустриальном обществе административный аппарат, весь современный мир работает на сферу образования. Таким образом, концепция образования больше не может быть ориентирована на гармонию, а исключительно на постоянно новую задачу по преодолению напряженности и конфликтов различных «полифонических» способов действия и мышления. В современном техническом мире человек предоставлен самому себе без поддержки природы (Техническое мышление и человеческое образование, 1957 г.).
Литт привел гуманистическую педагогику к научной теории самопонимания и укрепил ее как практическую теорию. Он сохранил и переработал её связь с философией. Его концепция демократически-политического образования, включая современный рабочий мир, стала после 1945 г. переломной в педагогическом мышлении в ФРГ. 

## Членство в научных ассоциациях
- Действительный член филолого-исторического класса Саксонской академии наук Лейпцига 1926-1942 гг.
- Действительный член филолого-исторического класса Саксонской академии наук Лейпцига 1945-1947 гг.
- Член-корреспондент Филолого-исторического класса Саксонской академии наук Лейпцига 1947-1962 гг.[8]

## Награды
- Почетный доктор экономических наук, Munchen 1950[8]
- Доктор теологии, Munster 1960[8]
- Орден Pour le merite f. Wiss. u. Kunste 1952[8][9]

## Работы
- Geschichte und Leben. Von den Bildungsaufgaben geschichtlichen und sprachlichen Unterrichts. Leipzig/Berlin 1918; ab der 2., veranderten Aufl. mit dem Untertitel Probleme und Ziele kulturwissenschaftlicher Bildung.
- Individuum und Gemeinschaft. Grundfragen der sozialen Theorie und Ethik. Leipzig/Berlin 1919; ab der 2., vollig neu bearbeiteten Aufl. 1924 mit dem Untertitel Grundlegung der Kulturphilosophie; 3., abermals umgearbeitete Aufl. 1926.
- Erkenntnis und Leben. Untersuchungen uber Gliederung, Methoden und Beruf der Wissenschaft. Leipzig/Berlin 1923.
- Die Philosophie der Gegenwart und ihr Einfluss auf das Bildungsideal. Leipzig/Berlin 1925.
- Moglichkeiten und Grenzen der Padagogik. Abhandlungen zur gegenwartigen Lage von Erziehung und Erziehungstheorie. Leipzig/Berlin 1926.
- Fuhren oder Wachsenlassen. Eine Erorterung des padagogischen Grundproblems. Leipzig/Berlin 1927.
- Wissenschaft, Bildung, Weltanschauung. Leipzig/Berlin 1928.
- Kant und Herder als Deuter der geistigen Welt. Leipzig 1930.
- Einleitung in die Philosophie. Leipzig/Berlin 1933.
- Die Selbsterkenntnis des Menschen. Leipzig 1938.
- Der deutsche Geist und das Christentum. Vom Wesen geschichtlicher Begegnung. Klotz, Leipzig 1938, DNB 57463567X; Nachdr. als Gemeinschaftsausgabe: Fischer, Norderstedt; Leipziger Univ.-Verl., Leipzig 1997, ISBN 3-926049-15-4 und ISBN 3-931922-55-3.
- Das Allgemeine im Aufbau der geisteswissenschaftlichen Erkenntnis. Leipzig 1941.
- Geschichte und Verantwortung. Wiesbaden 1947.
- Denken und Sein. Stuttgart/Zurich 1948.
- Mensch und Welt. Grundlinien einer Philosophie des Geistes. Munchen 1948.
- Staatsgewalt und Sittlichkeit. Munchen 1948.
- Wege und Irrwege geschichtlichen Denkens. Munchen 1948.
- Die Geschichte und das Ubergeschichtliche. Hamburg 1949.
- Geschichtswissenschaft und Geschichtsphilosophie. Munchen 1950.
- Der Mensch vor der Geschichte. Bremen 1950.
- Naturwissenschaft und Menschenbildung. Heidelberg 1952.
- Hegel. Versuch einer kritischen Erneuerung. Heidelberg 1953.
- Das Bildungsideal der deutschen Klassik und die moderne Arbeitswelt. Bonn 1955.
- Die Wiedererweckung des geschichtlichen Bewu?tseins. Heidelberg 1956.
- Technisches Denken und menschliche Bildung. Heidelberg 1957.
- Leibniz und die deutsche Gegenwart. Wiesbaden 1947.
- Wissenschaft und Menschenbildung im Lichte des Ost-West-Gegensatzes. Heidelberg 1958.
- Freiheit und Lebensordnung. Zur Philosophie und Padagogik der Demokratie. Heidelberg 1962.
- Padagogik und Kultur. Kleine padagogische Schriften 1918–1926. Hrsg. von F. Nicolin, Bad Heilbrunn 1965.